# Apocheiridium cavicola
Apocheiridium cavicola är en spindeldjursart som beskrevs av Volker Mahnert 1993. Apocheiridium cavicola ingår i släktet Apocheiridium och familjen dvärgklokrypare. Inga underarter finns listade i Catalogue of Life.